# Distretto di Nashik
Il distretto di Nashik è un distretto del Maharashtra, in India, di 4 987 923 abitanti. È situato nella divisione di Nashik e il suo capoluogo è Nashik.